# Рёрвик
Рёрвик — посёлок-порт, административный центр муниципалитета Викна в фюльке Нур-Трёнделаг Норвегии. 
В 2020 году в Рёрвике проживало 3205 человек. 

## География
Посёлок расположен в северо-западной части губернии Нур-Трёнделаг в центральной Норвегии, примерно в 200 км к северу от Тронхейма (320 км по дорогам). Находится на острове Внутренняя Викна в восточной части архипелага Викна, на западном берегу пролива Неройсундет. В Рёрвике морской климат, что позволяет людям выращивать в садах сливы и яблони несмотря на северное расположение (65° северной долготы).

## История
Регион был заселен достаточно давно, здесь было найдено несколько доисторических погребений. Посреди скалистых утесов простираются обширные луга, поэтому земледелие и рыбная ловля были основными занятиями населения региона. В последние десятилетия множество людей с архипелага переселилось в Рёрвик.

## Транспорт
В Рёрвике расположен порт для малых судов. Каждый вечер сюда приплывают корабли с юга и с севера. В 1981 году были достроены мосты Нерёйзунд и Марёйзунд, соединивших посёлок с материком. Паром Намдалинген ежедневно доставляет пассажиров в Намсус. В 6 км к югу расположен региональный аэропорт Риум.

## Галерея
- Рёрвик, 2006 год
- Церковь в Рёрвике
- Улица Торггата